# Willington Ávila
Willington Ávila (Huánuco, 22 de diciembre de 1985) es un futbolista peruano. Juega de delantero y actualmente no tiene equipo. Tiene 39 años y es hermano mayor del también futbolista Irven Ávila.

## Clubes
| Club                 | País   | Año       |
| -------------------- | ------ | --------- |
| Assyriska FF         | Suecia | 2006      |
| Unheval              | Perú   | 2007      |
| León de Huánuco      | Perú   | 2007      |
| Señor de Puelles     | Perú   | 2008      |
| León de Huánuco      | Perú   | 2008      |
| Alianza Universidad  | Perú   | 2009      |
| Santa Rosa (Huánuco) | Perú   | 2010      |
| Bella Durmiente      | Perú   | 2010      |
| Alianza Universidad  | Perú   | 2011-2013 |